# 薳居
薳居（？—？），芈姓，薳氏（蒍氏），名居，中国春秋时期楚国大夫。
楚灵王即位后，夺取了薳居的土田。前529年，薳居联合鬬成然、许围、蔡洧等人在陈蔡遗民的支持下，帮助时任陈公、蔡公的公子弃疾，乘楚灵王伐徐国之机，推翻了楚灵王。公子弃疾即位为楚平王。